# Марго, Сергей Вольдемарович
Серге́й Вольдема́рович Марго́ (1905—1941) — один из организаторов пионерского движения в СССР.

## Биография

Пионервожатый Сергей Вольдемарович Марго беседует с пионерами

Родился в 1905 году в семье рабочих, был старшим из шестерых детей. После смерти отца в 14 лет поступил учеником слесаря на завод имени Карла Маркса в Петрограде. Член РКСМ с 1919 года.
В 1922 году был назначен вожатым пионерского отряда на своём заводе. Это был первый пионерский отряд на Выборгской стороне и во всём Петрограде.
С 1925 года работал начальником пионерской базы при заводе «Красная заря».
Член КПСС с 1926 года. В 1929 году решением секретариата ЦК ВЛКСМ от 8 мая 1929 года (протокол № 58/9) был направлен на работу в должности заместителя заведующего Артекским пионерским лагерем (РГАСПИ. Ф. М-1. Оп. 4. Д. 39. Л. 89). Воспитанники Сергея привезли в «Артек» изготовленные комсомольцами «Красной зари» в свободное от работы время две телефонные станции, что позволило телефонизировать Верхний и Нижний лагеря пионерской здравницы.
В Великую Отечественную войну боец 329-го стрелкового полка. В 1941 году погиб в бою на Ленинградском фронте под Лугой. Согласно ОБД «Мемориал», числится не погибшим, а пропавшим без вести.

## Память
- Именем Марго в 1965 году названа улица в Санкт-Петербурге.
- В школе № 107 Ленинграда (ныне — гимназия) был открыт музей[3] её выпускника Сергея Марго[5].